# FC 루스타비
FC 루스타비(FC Rustavi)는 조지아의 축구 클럽으로, 루스타비를 연고로 한다. 2006년 FC 트빌리시와 FC 루스타비를 병합하면서 설립되었으며 2011년에 메탈루르기 루스타비로 변경하였다가 2015년에 에로브눌리리가 2로 강등하면서 다시 FC 루스타비로 구단명을 변경하였다.
루스타비는 2006-07 시즌에서 우마글레시리가(그루지야(조지아)의 최상위 축구 리그) 우승을 차지하였다. 리그 우승 팀 자격으로 UEFA 챔피언스리그 2007-08에 출전하여 1차예선에서 카자흐스탄의 아스타나를 만나 1무 1패로 탈락하였다.

## 역대 성적
- 우마글레시리가 우승

우승 (1): 2006-07
- 그루지야(조지아) 슈퍼컵 준우승

우승 (1): 2007

## 선수 명단

### 현역
참고: FIFA 자격 규정에 따라 소속된 국가대표팀 국기를 표시합니다. 선수는 복수의 FIFA 비회원국 국적을 가지고 있을 수 있습니다.
| 번호 | 포지션 | 국적 | 이름        |
| ---- | ------ | ---- | ----------- |
| 11   | MF     | 가나 | 솔로몬 케시 |
| 17   | MF     | 가나 | 빌리 지브릴 |

| 번호 | 포지션 | 국적 | 이름 |
| ---- | ------ | ---- | ---- |

## 역대 감독
| 감독                  | 임기 |
| --------------------- | ---- |
| 바드리 크바라츠헬리아 | 2019 |

틀:FC 루스타비 선수 명단